# Barbara Morgan
Barbara Radding Morgan (Fresno, 28 november 1951) is een Amerikaans voormalig ruimtevaarder. In 1985 werd zij door NASA geselecteerd als astronaut. Ze maakte onderdeel uit van het Teacher in Space Project dat de ruimtevaart bij de jeugd moest promoten. In 1986 was ze de backup van Teacher in Space-winnaar Christa McAuliffe die meeging en omkwam op de rampvlucht STS-51-L van de Challenger. In 1998 werd Morgan door NASA in dienst genomen als astronaut mission specialist en de educatieve missie kwam op de tweede plaats. 
Morgan’s eerste en enige ruimtevlucht was STS-118 met de spaceshuttle Endeavour en werd gelanceerd op 5 juni 2007. Tijdens de missie werd het S5 Truss-segment aan het Internationaal ruimtestation ISS bevestigd. Haar taken bestonden uit het besturen van de Canada-arm van de shuttle en het verplaatsen, sorteren en documenteren van in de Spaceshuttle meegebrachte voorraden voor het ISS. Daarnaast gaf ze lessen vanuit de ruimte. Na haar vlucht gaf ze lezingen op scholen verspreid over Amerika.
In 2008 ging zij met pensioen als astronaut.